# Zaidieten

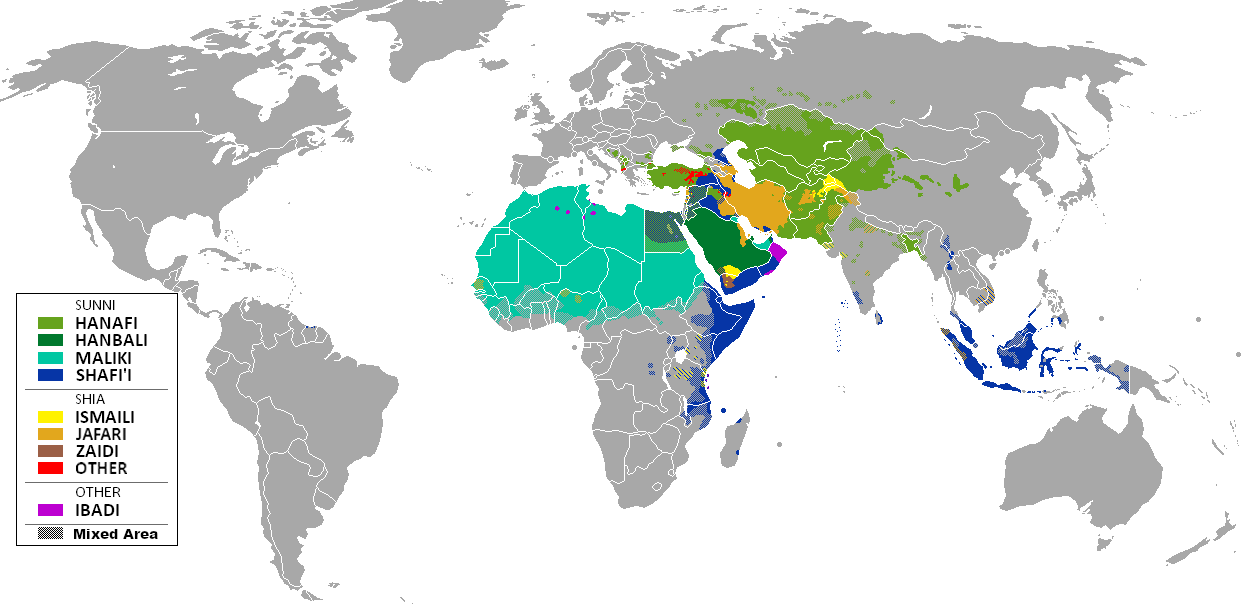
In bruin het gebied waar de zaidieten voorkomen

De zaidieten vormen een kleinere sjiitische stroming binnen de islam die ook wel bekendstaat als de vijvers omdat zij in plaats van Mohammad al-Baqir, de vijfde imam van de twaalvers, Zaid als vijfde imam erkennen.
Zaid was net als Mohammad al-Baqir een zoon van Ali ibn Hoessein. Na de dood van Hoessein konden personen die aanspraak wilden maken op het imamaat volgens de zaidieten de titel van imam alleen door khurūj (uitkomen, opstand) verkrijgen. Hierdoor wordt Ali, de zoon van Hoessein, door de zaidieten ook niet als vierde imam erkend, omdat hij passief was en niet in opstand kwam tegen de Omajjaden. Zijn zoon Zaid kwam in 740 om het leven na een opstand in Koefa tegen de zojuist genoemde dynastie en wordt daarom wel als vierde imam erkend. De term "vijvers" is in dit opzicht dus onjuist.
De zaidieten zijn een vrij gematigde stroming die inzake geloofsleer dicht bij de soennieten staan en een tolerante houding nemen tegenover de metgezellen van de profeet Mohammed. Deze stroming vormt in het noorden van Jemen en het zuidwesten van Saoedi-Arabië een belangrijk deel van de bevolking. Noord-Jemen heeft van 898 tot 1963 een regerende imam gekend die tot de zaidieten behoorde.

## Imams
De vijf imams van de zaidi's zijn:
1. Imam Ali
2. Imam Hassan
3. Imam Hoessein
4. Imam Ali Zain al-Abidien
5. Imam Zaid ibn Ali

## Zaidi-dynastieën
- Justaniden
- Karkiya dynastie
- Aliden dynastie van Noord-Iran
- Idrisiden
- Banu Ukhaidhir
- Hammudiden
- Mutawakkilitisch Koninkrijk Jemen